# MTO (empresa)
MTO Inc. (エム・ティー・オー株式会社?) ("Motorsports Software Technical Office") es una desarrolladora y distribuidora de videojuegos con sede en Yokohama, Japón fundada el 28 de mayo de 1996. La empresa es conocida principalmente por la serie juegos de carreras GT que ha lanzado (GT Advance Championship Racing, GT Pro Series) y los juegos de mascotas como Dogz y Catz.
En mayo de 2020, todavía existe como una corporación, pero en el negocio de desarrollo de software,  en 2014, no se lanzaron nuevos productos a finales de octubre, y el sitio web oficial también estaba al final del mismo año. La actualización se ha detenido.
El último comunicado de prensa oficial confirmado de MTO se puede ver que en el año de 2016, estaba involucrado en el negocio de gestión de restaurantes, pero se desconocen las tendencias posteriores.
El 12 de mayo de 2020, la ubicación de la oficina central cambia de "Prefectura de Kanagawa, Ciudad de Yokohama, Distrito de Naka, Ishikawacho 1-1" a la actual dirección.

## Videojuegos

### Desarrollados
| Año  | Título                           | Plataforma    | Distribuidora |
| ---- | -------------------------------- | ------------- | ------------- |
| 1998 | Option Tuning Car Battle         | PS            | MTO           |
| 1998 | Naniwa Wangan Battle             | PS            | MTO           |
| 1998 | Initial D Gaiden                 | GB            | Kodansha      |
| 1999 | Option Tuning Car Battle 2       | PS            | Jaleco        |
| 1999 | Pocket GT                        | GBC           | Interplay     |
| 2000 | Option Tuning Car Battle Spec-R  | PS            | MTO           |
| 2001 | GT Advance Championship Racing   | GBA           | THQ           |
| 2002 | GT Advance 2: Rally Racing       | GBA           | THQ           |
| 2002 | GT Advance 3: Pro Concept Racing | GBA           | THQ           |
| 2003 | GT Cube                          | GameCube      | MTO           |
| 2006 | Catz                             | GBA DS        | Ubisoft       |
| 2006 | Dogz                             | DS            | Ubisoft       |
| 2006 | GT Pro Series                    | Wii           | MTO Ubisoft   |
| 2006 | Hamsterz Life                    | DS            | Ubisoft       |
| 2006 | Horsez                           | DS PS2 PC GBA |               |
| 2007 | Dogz 2                           | DS            | Ubisoft       |
| 2007 | Master Chef                      | DS            | Ubisoft       |

### Publicados
| Año  | Título                                                           | Plataforma       | Desarrolladora  |
| ---- | ---------------------------------------------------------------- | ---------------- | --------------- |
| 1998 | Option Tuning Car Battle                                         | PS               | MTO CAPS Inc.   |
| 2000 | Option Tuning Car Battle Spec-R                                  | PS               | MTO CAPS Inc.   |
| 2002 | MotoGP                                                           | GBA              | Visual Impact   |
| 2003 | Castleween                                                       | PS2 GameCube GBA | Wanadoo Edition |
| 2003 | GT Cube                                                          | GameCube         | MTO             |
| 2004 | Cardcaptor Sakura: Arco Cartas Sakura - Sakura Card to Tomodachi | GBA              |                 |
| 2006 | GT Pro Series                                                    | Wii              | MTO Ubisoft     |

### Cancelados
- ActiveDogs